# Fratelli (film 1996)
Fratelli (The Funeral) è un film del 1996, diretto da Abel Ferrara.

## Trama
New York, anni trenta. Ray e Cesarino Tempio, criminali italo-americani, organizzano una veglia per il fratello Johnny, ucciso probabilmente dal rivale Gaspare Spoglia.
Il funerale è l'occasione per ripercorrere la storia della loro famiglia.
Ray è determinato a vendicarsi ad ogni costo, nonostante l'avvertimento di sua moglie Jeanette. Cesarino comincia a perdere il suo flebile legame con la realtà, facendone subire le dirette conseguenze alla sua consorte Clara.
Il percorso di redenzione porterà ad un drammatico finale.

## Produzione
È l'ultimo film scritto da Nicholas St. John, storico collaboratore di Abel Ferrara.
La pellicola è ambientata interamente a New York.
Christopher Walken ha sostituito all'ultimo Nicholas Cage, ritiratosi dal progetto per motivi personali.

## Distribuzione
Presentato in anteprima mondiale al Festival di Venezia, il lungometraggio viene, in seguito, distribuito negli USA e in Europa. In Italia, dopo essere stato proiettato nei cinema, Fratelli esce solamente in VHS. Non sono, attualmente, presenti altre edizioni home video.

## Accoglienza
Nonostante gli scarsi introiti, l'opera di Ferrara è accolta positivamente dalla critica. Il portale Mymovies.it lo recensisce come: «Film di grande espressione, buio e imprevedibile».

## Riconoscimenti
- 1996 - Festival di Venezia
  - Coppa Volpi per l'interpretazione di Chris Penn
  - Gran Premio OCIC ad Abel Ferrara